# Bridgeblandning

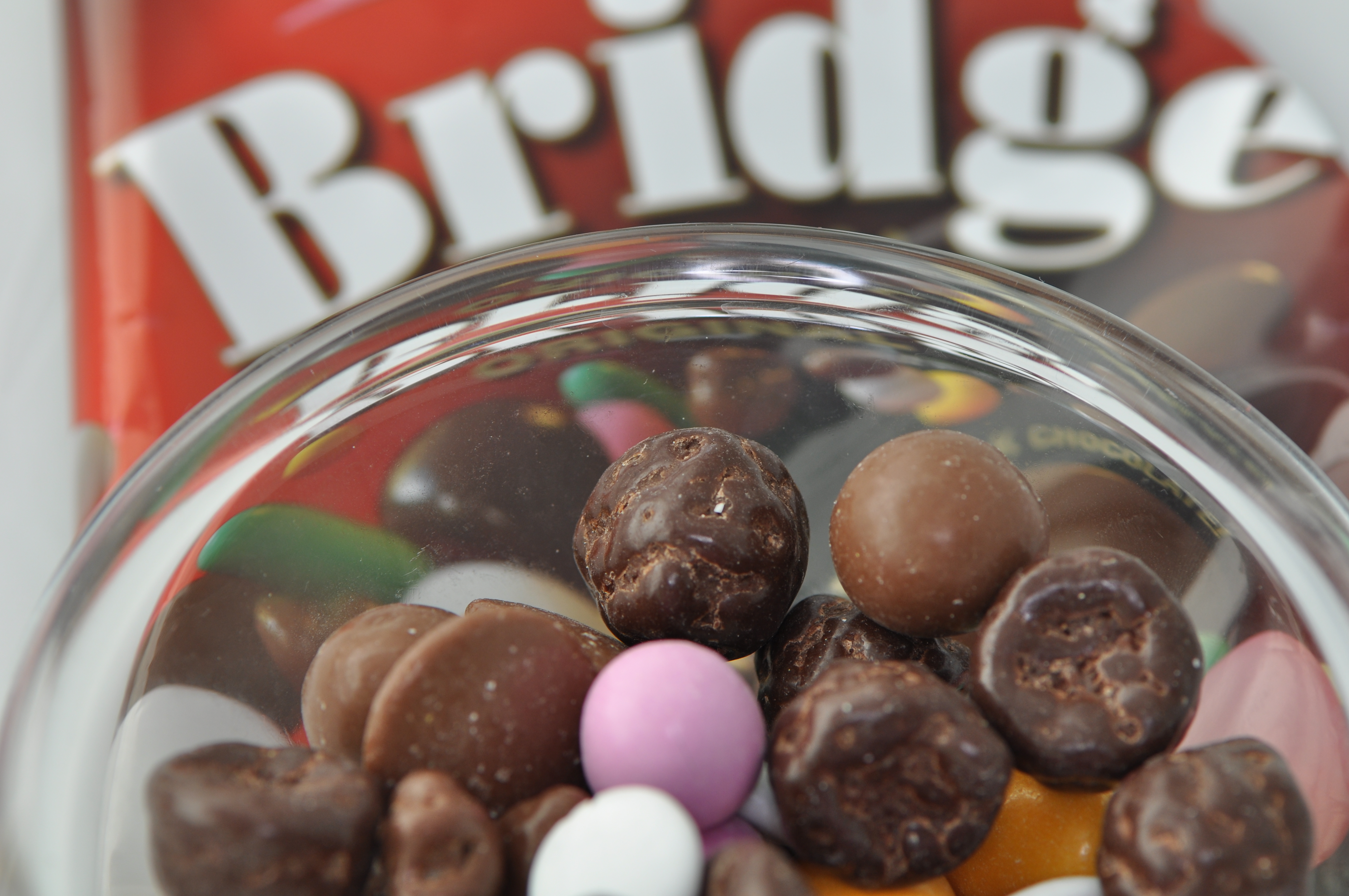
Bridgeblandning.

Bridge, tidigare Bridgeblandning, är en godisblandning med olika dragerade praliner som tillverkas av Cloetta. Den säljs i hela Norden. 
Bridge Original består av chokladdragerade hasselnötter, russin och puffat vete, choklad- och sockerdragérade mandlar, skumdragéer, vita sockerdragerade chokladlinser, lakritspinnar och mintkulor.
Produkten skapades 1966 av Åke Kristiansson på Nordchoklad när han fick i uppdrag av marknadsavdelningen att ta fram en ny godisblandning. Nordchoklad hade bildat en bridgeklubb och namnet Bridgeblandning kom till en kväll när det spelades bridge. Senare köptes varumärket upp först av Candelia och sedan Cloetta. I samband med det ändrades förpackningen från den karaktäristiska pappkartongen till displaypåse.
I november 2013 uppdaterades mixen i Bridgeblandningen med mer mjölkchoklad och nya färger, och med en ny design på påsen. Färgförändringarna innebar att de sockerdragerade chokladlinserna bytte färg från röda och gula till att vara vita. Färgen på mintkulorna ändrades också från vit till rosa.

## Varianter
Bridge Mingle har samma varianter som Bridge Original, men även ett tillägg till chokladsmakerna i form av frukt- och lakritsgelé. Bridge Mingle innehåller gelé med smak av apelsin, ananas, persika, päron, svarta vinbär och lakrits samt dessutom gula chokladlinser, gröna lakritspinnar och chokladdragerade skumägg.
Liknande godisblandningar från andra tillverkare säljs under namnet Bridgeblandning. Bland annat Toms säljer en snarlik blandning av dragéer under det namnet.